# Desberon Motor Car Company
Desberon Motor Car Company war ein US-amerikanischer Hersteller von Kraftfahrzeugen.

## Unternehmensgeschichte
Das Unternehmen wurde 1901 in New York City gegründet. Werke befanden sich in Manhattan und New Rochelle. Zwischen 1901 und 1904 stellte es Personenkraftwagen und Nutzfahrzeuge her. Der Markenname lautete Desberon. Die Fahrzeuge wurden als äußerst zuverlässig angepriesen.

## Fahrzeuge

### Personenkraftwagen
Die Pkw hatten Ottomotoren. Im Style C war es ein Zweizylindermotor mit 7 PS Leistung. Das Fahrgestell hatte 198 cm Radstand. Der einzige Aufbau war ein offener Runabout.
Der Style D hatte einen Vierzylindermotor. Er war mit 12/15 PS angegeben. Der Radstand entsprach dem schwächeren Modell. Die Fahrzeuge waren als Tonneau karosseriert.
Der Style E war das teuerste Modell des Herstellers. Sein Vierzylindermotor war mit 30/36 PS angegeben. Der Radstand betrug 229 cm. Die Karosserien beschränkten sich auf einen Tonneau.
| Jahr      | Modell  | Zylinder | Leistung (PS) | Radstand (cm) | Aufbau   |
| --------- | ------- | -------- | ------------- | ------------- | -------- |
| 1901–1904 | Style C | 2        | 7             | 198           | Runabout |
| 1901–1904 | Style D | 4        | 12/15         | 198           | Tonneau  |
| 1901–1904 | Style E | 4        | 30/36         | 229           | Tonneau  |

### Nutzfahrzeuge
Für die Lastkraftwagen standen Otto- und Dampfmotoren zur Wahl.

## Bergrennen
Im November 1904 wurde ein Fahrzeug bei zwei Bergrennen am Eagle Rock nahe Newark in New Jersey eingesetzt. Es belegte einmal Rang sechs und einmal Rang elf.

## Stückzahlen
Genaue Stückzahlen sind nicht überliefert. Schätzungen belaufen sich auf 52 Runabouts, 24 Tonneaus und 12 Lastkraftwagen jährlich.